# 2-е Ідельбаєво
2-е Ідельба́єво (рос. 2-е Идельбаево, башк. 2-се Иҙелбай) — присілок у складі Салаватського району Башкортостану, Росія. Входить до складу Таймеєвської сільської ради.
Населення — 328 осіб (2010; 408 в 2002).
Національний склад:
- башкири — 100 %